# René Aufhauser
René Aufhauser, född 21 juni 1976, är en österrikisk fotbollsspelare.

## Klubbkarriär
René Aufhauser kom till Austria Salzburg 1997 från amatörklubben ASK Voitsberg. I Austria Salzburg utvecklades han snabbt och blev uppkallad till Österrikes U21. 2001 lämnade Aufhauser för Grazer AK, där han under en fem-års period skulle vinna Bundesliga en gång och den österrikiska cupen två gånger. Under tiden i Grazer imponerade Aufhauser så pass mycket att Everton, Fulham och Middlesbrough uppgavs vara intresserade av honom.
2005 återvände Aufhauser till sin gamla klubb som då hade bytt namn till FC Red Bull Salzburg. Under sin andra sejour i klubben spelade Aufhauser 115 matcher och gjorde 20 mål, klubben vann dessutom Bundesliga 2006/2007 och 2008/2009.
I januari 2010 lämnade René Aufhauser Red Bull Salzburg för LASK Linz, efter att bara fått spela tre matcher under den nye tränaren Huub Stevens. För LASK Linz gjorde Aufhauser totalt 79 matcher och 11 mål.

## Internationell karriär
René Aufhauser gjorde sin landslagsdebut mot Slovakien 27 mars 2002. Aufhauser var uttagen till truppen som skulle spela EM 2008, där han i matchen mot Kroatien orsakade en straff redan i fjärde minuten som Luka Modrić gjorde 1-0 på, vilket även blev slutresultatet.

## Meriter
Grazer AK
- Österrikiska Bundesliga: 2004
- Österrikiska cupen: 2002, 2004

Red Bull Salzburg
- Österrikiska Bundesliga: 2007, 2009